# Sân bay quốc tế Broome

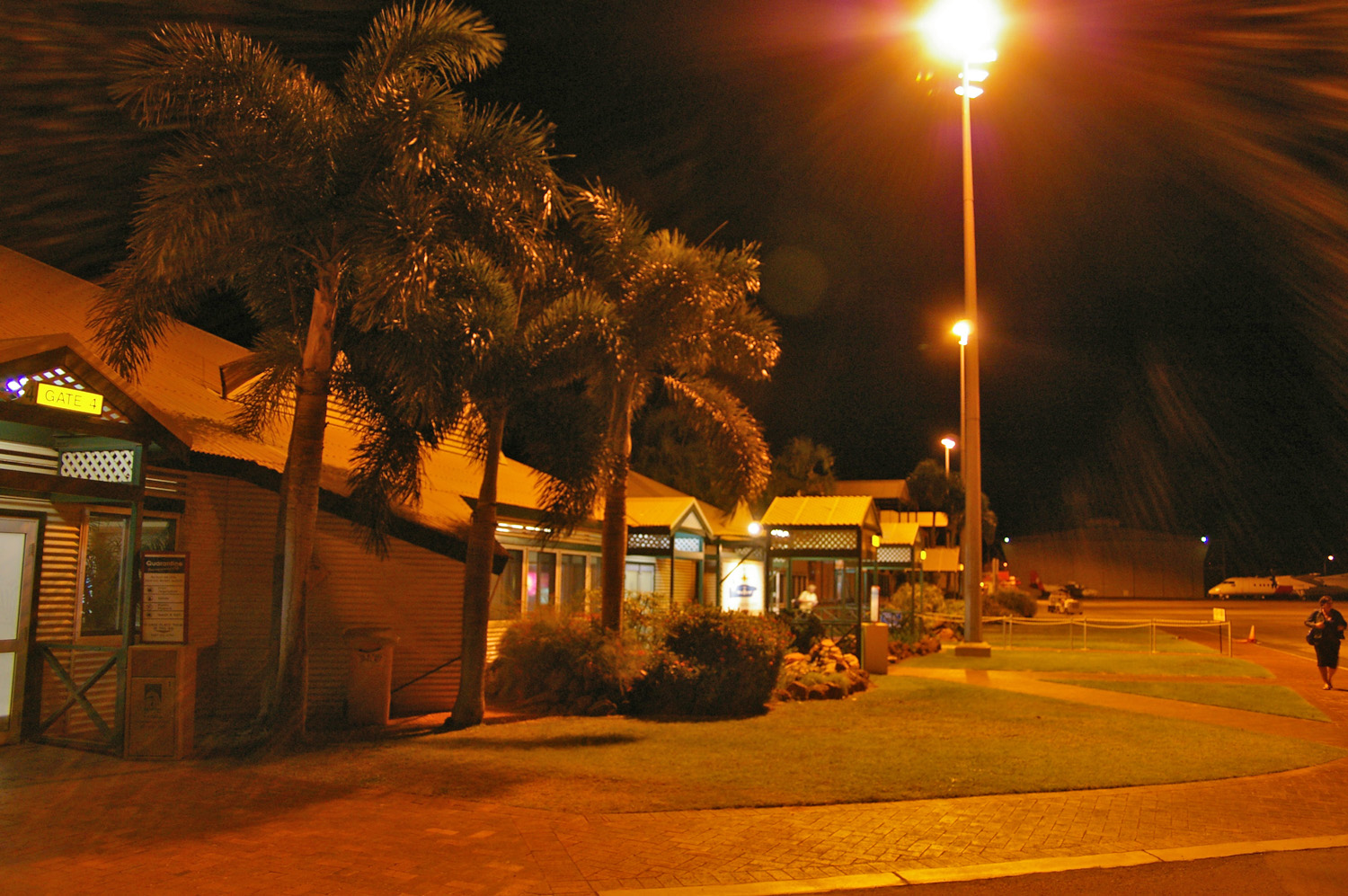
Một cảnh chụp cận cảnh của sân bay Broome.

Sân bay quốc tế Broome (tên tiếng Anh: Broome International Airport) (IATA: BME, ICAO: YBRM) là một sân bay khu vực gần Broome, Úc.
Sân bay quốc tế Broome là một trung tâm khu vực của vùng Tây-Bắc của Tây Úc. Đây được xem là cửa ngõ vào Kimberley. Sân bay phục vụ 300.000 khách mỗi năm. Đây là sân bay lớn nhất của bang này.

## Các hãng hàng không và các tuyến điểm

#### Nội địa
- Airnorth (Darwin, Kununnurra)
- Golden Eagle Airlines (Derby, Fitzroy Crossing, Halls Creek)
- Qantas (Perth)
- Skywest (Darwin, Kununnurra, Perth)
- Virgin Blue (Adelaide, Perth)

#### Quốc tế
- Skywest (Singapore) (không thường xuyên)